# Космический гнев: Побег из космической тюрьмы
«Космический гнев: Побег из космической тюрьмы» (англ. Space Rage) — американский фантастический кинофильм 1985 года. Слоган — «In the future, will law and order survive?» ("Выживут ли закон и порядок в будущем?").

## Сюжет
Далёкое будущее. Молодой и сильный грабитель банков Грейндж попадает в плен и приговаривается к исправительной колонии на шахтерской планете Проксима Центавра 3. Здесь он встречает охотника за головами Уокера и полковника — полицейского в отставке из Лос-Анджелеса, которого считали лучшим в своем роде. Грейндж — опасный преступник. Уокер и полковник должны объединиться, чтобы не дать ему сбежать.

## В ролях
- Ричард Фарсуорд — полковник
- Майкл Паре — Гранж
- Джон Лафлин — Уокер
- Ли Пурселл — Мэгги
- Льюис Ван Берген — Драго
- Уильям Уиндом — Това
- Фрэнк Даблдэй — нейрохирург
- Дэннис Редфилд — Куинн
- Харольд Сильвестр — Макс Брайсон
- Вольф Перри — Билли-бой
- Хэнк Уорден — старый чудак